# Mercè Ribalta i Cuxart
Mercè Ribalta Cuxart (Barcelona?, segle XX) va ser una nedadora catalana, considerada com una de les pioneres de la natació a Catalunya.
Va participar i guanyar la primera prova de natació femenina a l'Estat espanyol, que es va celebrarel 15 d'agost de 1911 en una distància de 80 m. Va formar part des de la seva creació del Fèmina Natació Club, fundat per la seva germana Clementina. i considerat el club pioner de la natació femenina. El 1913 va proclamar-se campiona de la Copa Fémina, primer campionat internacional femení de natació organitzat pel Fèmina Natació Club, i va repetir triomf l'any següent, adjudicant-se les proves de velocitat i resistència.